# Gérard de Cortanze
 (mai 2021).
Si vous disposez d'ouvrages ou d'articles de référence ou si vous connaissez des sites web de qualité traitant du thème abordé ici, merci de compléter l'article en donnant les références utiles à sa vérifiabilité et en les liant à la section « Notes et références ».
Pour les articles homonymes, voir Cortanze.
Gérard René Michel Roero de Cortanze, dit Gérard de Cortanze né le 22 juillet 1948 à Paris 18e, est un romancier, essayiste, traducteur, dramaturge et critique littéraire français.

## Biographie

### Origine et jeunesse
Gérard de Cortanze naît dans le 18e arrondissement de Paris de parents immigrés d'origine italienne. Il passe son enfance dans le Saint-Ouen de l'après-guerre. Durant sa jeunesse, il s'initie à l'athlétisme et au théâtre. Il intègre par ailleurs le Racing Club de France dans les années 1960.
Il étudie les lettres à la faculté des lettres de Paris et obtient un diplôme de bibliothécaire. À l'Institut d'art et d'archéologie, il passe un mémoire de maîtrise autour du cinéma. Durant cette période, il découvre et apprend la langue hispanique à l'Institut hispanique de la rue Gay-Lussac. Il traduit une vingtaine d'auteurs de langue hispanique parmi lesquels José Donoso, José Lezama Lima, César Vallejo, ainsi que Antonio Saura et José Emilio Pacheco. Il participe également à la rédaction du Livre noir de l'intervention américaine au Chili.
C'est alors que Gérard de Cortanze publie ses premiers livres : Au seuil : la fêlure, Altérations (qu'il compose sur une linotype), Altazor/Manifestes et America Libre, une anthologie de la poésie latino-américaine.

### Premiers emplois
Cortanze travaille un temps pour les Éditions de la Différence (1977), où il dirige la collection « Cantos » consacrée à la littérature étrangère, puis pour les éditions Flammarion (1978-1986), où il dirige la collection « Barroco » dédiée aux littératures d'Espagne et d'Amérique latine mais aussi du Portugal et du Brésil. 
Dans le même temps, il entame en tant que critique littéraire une collaboration avec plusieurs journaux, parmi lesquels : Les Nouvelles littéraires (1976-1980) Libération (1977-1979), Le Magazine littéraire (1978-2008, il y coordonne une vingtaine de dossiers), Le Quotidien de Paris (1982-1985), Le Nouvel Observateur (1981-1984), et le Le Monde des livres (1979-1984).

### Années 1980
Il publie avec une préface de René Major, Le Livre de la morte aux Éditions Aubier-Montaigne (1980). Cinq ans plus tard, sort de son premier roman, Les enfants s'ennuient le dimanche. En 1986, les éditions Belfond publient son deuxième roman, Giuliana.
Il devient producteur à France Culture en 1981, dont l'émission « Un livre des voix » (1985-1995), et cesse d'y collaborer en 2001.
Il écrit deux dictionnaires, le premier relatif au surréalisme, le second, au baroque. 
Il collabore à Télérama (1981-1983) et Le Figaro Magazine (1984-1990).

### Années 1990
Poursuivant ce qu'il appelle son cycle « biographique autobiographique », Cortanze publie, en 1993, L'Amour dans la ville, première collaboration avec les éditions Albin Michel, mais surtout abandonne l'aire hispanique pour renouer avec ses racines italiennes et entamer le cycle des Vice-Rois, quatre livres qui racontent 150 ans de son histoire familiale piémontaise — de la première campagne napoléonienne d'Italie à la fin de la monarchie de Savoie en 1946. Le livre intitulé Les Vice-rois (Actes Sud, 1998), obtient le prix du Roman Historique et le Prix Baie des Anges. Parallèlement à ce déploiement romanesque, il se lance dans l'écriture de plusieurs essais biographiques dans lesquels il cherche les liens existant entre la biographie et l'œuvre d'écrivains dont il admire le travail : Jorge Semprun, J. M. G. Le Clézio, Paul Auster, Philippe Sollers.

Il commence le tournage à New York de son film documentaire, Paul Auster's Confidential, pour la chaîne Arte.
Pour les Éditions Ramsay rachetées par Régine Deforges, entre 1990 et 1993, il lance la collection « Ramsay/de Cortanze », proposant des romans français et étrangers, des livres sur le jazz et le cinéma.
Aux Éditions de la Différence, de 1991 à 1997, il assure la directeur éditoriale.
Chez Plon, de 1998 à 2000, il est membre du comité de lecture et éditeur.
Il commence à collaborer à des périodiques comme Air France Madame (1992-2000) et Le Figaro littéraire (1992-2007) sous la direction de Jean-Marie Rouart.

### Années 2000
Poursuivant son cycle des « Vice-Rois », Cortanze publie le deuxième volet, Cyclone, aux Éditions Actes Sud. En 2002, il publie Assam, cette fois aux Éditions Albin Michel, qui obtient le prix Renaudot. Après avoir publié le dernier tome de la saga des « Vice-Rois », il revient à une inspiration plus directement autobiographique avec son ouvrage intitulé De Gaulle en maillot de bain, Giscard en short au bord de la piscine.  
Élu à l'Académie royale de langue et de littérature françaises de Belgique, comme membre étranger, au fauteuil qu'occupa jadis Gabriele d'Annunzio, il doit, en raison de la mort prématurée de son prédécesseur, prononcer un double hommage, celui de Léo Mallet et celui d'Yves Berger. 
Entre 2001 et 2004, il est membre du comité de lecture chez Albin Michel, et également éditeur.
En 2005, il prend chez Gallimard la direction de la collection « Folio Biographies ».

### Années 2010
Cortanze fait un retour vers le roman historique, avec Indigo (2010), qui paraît en Italie avec une préface de Claudio Magris, et avec Miroirs (2011).
Il consacre trois livres à Frida Kahlo : Frida Kahlo, la beauté terrible ; Les amants de Coyoacan ; enfin Frida Kahlo par Gisèle Freund.
Il publie une biographie de Pierre Benoit qui lui vaut trois prix dont un de l'Académie française. 
En 2019, il publie un nouveau roman, consacré à la sulfureuse lesbienne sportive Violette Morris, Femme qui court, qui lui vaut le Prix Historia du roman.[réf. nécessaire]

### Années 2020
En 2020, il publie Moi, Tina Modotti, heureuse parce que libre, une biographie romancée de la photographe italienne.

## Membre de jurys littéraires
- Prix Cazes Lipp
- Prix du Meilleur Livre étranger
- Prix Maurice Druon du roman historique[1]
- Président du prix Cabourg du Roman
- Président du Prix Jean-Monnet de littérature européenne du département de la Charente
- Président de la commission des prix de l'AEC[2]

## Œuvre

### Romans, récits
- Gérard de Cortanze, René Major, Le Livre de la morte, Paris, Aubier-Montaigne, coll. « Écrit Sur Parole », 1980 (réimpr. 1992), 220 p. (ISBN 978-2-7007-0219-4)
- Les enfants s'ennuient le dimanche, Paris, Hachette, 1985, 305 p. (ISBN 978-2-01-011520-2) , Arles, Actes Sud, coll. « Babel », 1999, 305 p. (ISBN 978-2-7427-2509-0)
- Giuliana, Paris, Belfond, 1986, 240 p. (ISBN 978-2-7144-1927-9) , Arles, Actes Sud, coll. « Babel », 1999, 255 p. (ISBN 978-2-7427-1888-7)
- Elle demande si c'est encore la nuit, Paris, Belfond, 1988, 225 p. (ISBN 978-2-7144-2136-4) , Paris-Monaco, Éditions du Rocher, 1991, 225 p.
- L'Amour dans la ville, Paris, Albin Michel, 1993, 257 p. (ISBN 978-2-226-06223-9) , Paris, LGF, coll. « Livre de Poche », 1996, 187 p. (ISBN 978-2-253-13990-4)
- L'Ange de mer, Paris, Flammarion, coll. « Littérature française », 1996, 281 p. (ISBN 978-2-08-067108-0)
- Une chambre à Turin, Paris-Monaco, Éditions du Rocher, 2001, 213 p. (ISBN 978-2-268-03973-2) , Paris, Gallimard, coll. « Folio », 2002, 208 p. (ISBN 978-2-07-042387-3) Prix Cazes-Lipp 2002
- Le cycle des vice-rois

1. Les Vice-rois, Arles, Actes Sud, 1998, 588 p. (ISBN 978-2-7427-1847-4), Babel actes sud, 2000. Folio/Gallimard, 2014. , Paris, J'ai lu, coll. « J'ai lu Roman », 2006, 671 p. (ISBN 978-2-290-30002-2). Prix de la ville de Blois, 1999; Prix Nice-Baie-des-Anges, 1999
2. Cyclone, Arles, Actes Sud, 2000, 622 p. (ISBN 978-2-7427-2847-3) , Paris, J'ai lu, coll. « J'ai lu Roman », 2003, 666 p. (ISBN 978-2-290-32310-6), Babel Actes Sud, 2002; Folio/Gallimard, 2012.
3. Assam, Paris, Albin Michel, 2002, 536 p. (ISBN 978-2-226-13393-9)Prix Renaudot 2002
4. Aventino, Paris, Albin Michel, 2005, 544 p. (ISBN 978-2-226-15523-8)

- Banditi, Paris, Albin Michel, 2003, 457 p. (ISBN 978-2-226-14965-7)
- Spaghetti!, Paris, Gallimard, coll. « Haute enfance », 2005, 193 p. (ISBN 978-2-07-077517-0)
- Laura, Paris, Plon, 2005, 427 p. (ISBN 978-2-259-20377-7)
- Miss monde, Paris, Gallimard, coll. « Haute enfance », 2007, 169 p. (ISBN 978-2-07-078084-6)
- Claude Arnaud, Élisabeth Barillé, Gérard de Cortanze, Daniel Maximin, Paris Portraits, Paris, Gallimard, coll. « Folio », 2007, 137 p. (ISBN 978-2-07-034245-7), « Le géorama Montparnasse »
- De Gaulle en maillot de bain : roman, Paris, Plon, 2007, 350 p. (ISBN 978-2-259-20300-5)
- Indigo : roman, Paris, Plon, 2009, 373 p. (ISBN 978-2-259-20301-2)
- La Belle Endormie : roman, Monaco-Paris, Le Serpent à Plumes, 2009, 112 p. (ISBN 978-2-268-06802-2)
- Miroirs : roman, Paris, Plon, 2011, 239 p. (ISBN 978-2-259-21196-3)
- L'An prochain à Grenade : roman, Paris, Albin Michel, 2013, 421 p. (ISBN 978-2-226-25424-5)
- Les Amants de Coyoacan, Paris, Albin Michel, 2015  (ISBN 978-2-226-31472-7)
- Zazous, Paris, Albin Michel, 2016  prix Jacques-Chabannes 2017
- Laisse tomber les filles, Albin Michel, 2018
- Femme qui court, Violette Morris la scandaleuse, Albin Michel, 2019  prix Historia du roman 2019
- Moi, Tina Modotti, heureuse parce que libre, Albin Michel, 2020
- Le Roi qui voulait voir la mer, Albin Michel, 2021  (ISBN 978-2-226-44938-2)

### Essais
- Le Surréalisme, Paris, Solar - MA Éditions, 1985 (réimpr. 1989), 222 p. (ISBN 978-2-86676-181-3). Rééd. augmentée : Le Monde du surréalisme, Paris, Complexe, 2005, 332 p. (ISBN 978-2-8048-0056-7, lire en ligne)
- La Mémoire de Borges, Gourdon, Dominique Bedou Éditeur, coll. « Antigramme », 1987, 60 p. (ISBN 978-2-903096-55-7).
- Le Baroque, Paris, Solar - MA Éditions, 1985, 158 p. (ISBN 978-2-86676-254-4). Rééd. augmentée : Promenades baroques, Paris, éditions de l'Arsenal, coll. « Curriculum », 1995, 223 p. (ISBN 978-2-910470-12-8)
- Antonio Saura, l'exil biographique, Paris, La Différence, coll. « Mains et Merveilles », 1990, 380 p., grand in-4 (ISBN 978-2-7291-1047-5)Environ 210 reproductions couleurs.
Textes de Gérard de Cortanze (“Saura ou l'Œuvre noire”), de Francisco Calvo Serraller (“Dames”), de Guy Scarpetta (“Crucifictions”), de Marcel Cohen (“Visages”), de Santiago Amon (“Les Foules”), de Severo Sarduy (“Galeries”), de Valeriano Bozal (“Le Chien de Goya”) et de Jacques Henric (“Un a-théologien de la libération”). Biographie, bibliographie et expositions.
- Tobiasse ou le Patient Labyrinthe des formes, Paris, La Différence, coll. « Mains et Merveilles », 1992, 299 p., grand in-4 (ISBN 978-2-7291-0870-0)
- Espanas y Américas : Essais sur la littérature et l'art espagnols et hispano-américains, Paris, La Différence, coll. « Mobile Matière », 1993, 272 p. (ISBN 2-7291-0967-6)
- Antonio Saura, Paris, La Différence, coll. « L’Autre Musée », 1994, 80 p. (ISBN 978-2-7291-0551-8)
- Gérard de Cortanze et Jean Marie del Moral, Ateliers d'artistes, Paris, Le Chêne, 1994, 183 p. (ISBN 978-2-85108-852-9)
- (es) Dossier Paul Auster : la soledad del laberinto, Barcelone, Anagrama, 1996, 200 p. (ISBN 978-84-339-0778-3)
- Gérard de Cortanze, James Rudnick, Le New York de Paul Auster, Paris, Le Chêne, coll. « Les Promenades », 1996, 176 p. (ISBN 978-2-85108-982-3)
- Gérard de Cortanze, Emily Borgeaud, Le Madrid de Jorge Semprun, Paris, Le Chêne, coll. « Les Promenades », 1997, 161 p. (ISBN 978-2-84277-065-5)
- La Solitude du labyrinthe. Entretiens avec Paul Auster, Arles, Actes Sud, 1997, 172 p. (ISBN 978-2-7427-1032-4). Rééd. augmentée :  , Arles, Actes Sud, coll. « Babel », 2004, 354 p. (ISBN 978-2-7427-5255-3)
- Gérard de Cortanze, Jean-Bernard Naudin, Hemingway à Cuba, Paris, Le Chêne, coll. « Les Promenades », 1997, 167 p. (ISBN 978-2-84277-073-0)  , Paris, Gallimard, coll. « Folio », 2002, 193 p. (ISBN 978-2-07-042134-3)
- Yves Bonnefoy & Gérard de Cortanze, Zao Wou-Ki, Paris, La Différence, coll. « Mains et Merveilles », 1999, 380 p. (ISBN 978-2-7291-1210-3)
- J.M.G. Le Clézio : Le nomade immobile, Paris, Le Chêne, coll. « Vérité et Légendes », 1999, 188 p. (ISBN 978-2-84277-130-0) , Paris, Gallimard, coll. « Folio », 2002, 301 p. (ISBN 978-2-07-042135-0)
- Gérard de Cortanze, avec des photos d'Hélène Moulonguet, L'Acier sauvage, Arles, Actes Sud, 1999, 120 p. (ISBN 978-2-7427-2557-1)
- Philippe Sollers ou la Volonté de Bonheur, Paris, Le Chêne, coll. « Vérité et Légendes », 2001, 273 p. (ISBN 978-2-84277-248-2)  , Paris, Gallimard, coll. « Folio », 2007, 193 p. (ISBN 978-2-07-042134-3)
- Jorge Semprun, l'écriture de la Vie, Paris, Gallimard, coll. « Folio », 2004, 336 p. (ISBN 978-2-07-031531-4)
- Long-courrier, Monaco-Paris, Éditions du Rocher, 2005, 235 p. (ISBN 978-2-268-05446-9)
- L'Atelier intime : essai, Monaco-Paris, Éditions du Rocher, 2006, 279 p. (ISBN 978-2-268-05932-7)
- Une gigantesque conversation, Monaco, Éditions du Rocher, coll. « Anatolia », 2008, 544 p. (ISBN 978-2-268-06126-9)
- J.M.G. Le Clézio, Paris, Gallimard, coll. « Hors série Littérature », 2009, 116 p. (ISBN 978-2-07-012626-2)
- Le Roman de Ernest Hemingway, Monaco-Paris, France, Le Rocher, coll. « Le roman des lieux et destins magiques », 2011, 244 p.  (ISBN 978-2-2680-7100-8)
- Frida Kahlo : La Beauté terrible, Paris, France, Albin Michel, 2011, 206 p.  (ISBN 978-2-226-23059-1)
- Pierre Benoit : Le Romancier paradoxal, Paris, France, Albin Michel, 2012, 560 p.  (ISBN 978-2-226-24015-6) prix Pierre-Benoit 2013 de l’Académie française
- Gisèle Freund photographie Frida Kahlo, Paris, France, Albin Michel, 2014
- Dictionnaire amoureux des Sixties, Plon, 2018,  (ISBN 978-2-259-23057-5)

### Poésies
- Altérations, Éditions d'Atelier, 1973
- Au seuil : La fêlure, PJO, 1974
- U. Cenote, Alain Anseuw éditeur, 1980
- Los Angelitos, Richard Sébastian Imprimeur, 1980
- La Muerte solar, Pre-textos, 1985, 106 p. (ISBN 978-84-85081-66-0)
- Jours dans l'échancrure de la nuque, Paris, La Différence, coll. « Littérature », 1988, 219 p. (ISBN 978-2-7291-0288-3)
- La Porte de Cordoue, Paris, La Différence, coll. « Littérature », 1989, 143 p. (ISBN 978-2-7291-0449-8)
- Le Mouvement des choses, Paris, La Différence, coll. « Clepsydre », 1999, 189 p. (ISBN 978-2-7291-1246-2) prix SGDL-Charles Vildrac 1999

### Anthologies
- Vicente Huidobro, Gérard de Cortanze, Saúl Yurkievich, Huidobro/Altazor/Manifestes, Paris, Éditions Champ libre, 1974, 331 p.
- America libre : Exercice de lectures transformationnelles de la poésie latino-américaine contemporaine, Paris, Seghers, 1976, 383 p.
- Une anthologie de la poésie latino-américaine, Paris, Publisud, 1983, 432 p.
- Littératures espagnoles contemporaines, Bruxelles, éditions de l'Université Libre de Bruxelles, 1985, 210 p. (ISBN 978-2-8004-9985-7)
- Cent Ans de littérature espagnole, Paris, La Différence, coll. « Littérature », 1989, 854 p.27 illustrations de Antonio Saura

### Théâtre
- Le temps revient, Paris, L'avant Scène, coll. « Des Quatre Vents », 2002, 108 p. (ISBN 978-2-7498-0898-7)
- Un amour de Frida Kahlo
- Violette
- Hemingway à Cuba

### Album enfant
- Gérard de Cortanze avec des illustrations de Lucie Durbiano, Méli Mélo a la tête à l'envers, Paris, Gallimard-Jeunesse, coll. « Folio Cadet », 2007, 40 p. (ISBN 978-2-07-057744-6)

## Distinctions

### Décorations
- Chevalier de la Légion d'honneur (2009)[3]
- Commandeur de l'ordre de l'Étoile de la solidarité italienne (2009)
- Commandeur de l'ordre des Arts et des Lettres (2019)

### Prix
- 1998 : Prix du roman historique de la ville de Blois pour Assam
- 1999 : Prix Nice-Baie-des-Anges pour Les Vice-rois
- 1999 : Prix SGDL-Charles Vildrac pour La Porte de Cordoue
- 2002 : Prix Cazes-Lipp pour Une chambre à Turin
- 2002 : Prix Renaudot pour Assam
- 2009 : Prix Paul-Feval 2009 pour Indigo
- 2012 : Prix de la biographie de la ville d'Hossegor; Prix de la biographie de la Forêt des livres; Prix Pierre-Benoit de l'Académie française pour Pierre Benoit, l'écrivain paradoxal
- 2014 : Prix de l'Association des écrivains-sportifs pour La légende des 34 Heures du Mans
- 2014 : Prix Méditerranée pour L'An prochain à Grenade
- 2016 : Prix Jacques-Chabannes pour Zazous
- 2019 : Prix Historia du roman historique pour Femme qui court.